# Zingiberales
Zingiberales es el nombre de un taxón de plantas perteneciente a la categoría taxonómica de orden, utilizado por sistemas de clasificación modernos como el sistema de clasificación APG III (2009) y el APWeb (2001 en adelante), en los que pertenece a las monocotiledóneas commelínidas, y es comprendido a su vez por 8 familias. Entre sus miembros se encuentran el jengibre, la flor mariposa, el ave del paraíso, el árbol del viajero, la achira y el banano. Las familias de este orden son bien conocidas por las modificaciones de su androceo (conjunto de estambres), de forma que lo que parece ser el perianto (pétalos y sépalos) son muchas veces estambres petaloideos (aplanados, coloridos y vistosos). Los miembros de este orden están principalmente restringidos a los trópicos.
Zingiberales es un grupo monofilético bien definido, con muchas apomorfías. Son hierbas de tamaño grande, sin tallo aéreo salvo el que da las flores, con hojas claramente diferenciadas en pecíolo y lámina, muchas veces desgarradas entre las venas secundarias, con flores de simetría bilateral (pero en clados más especializados sin plano de simetría), y con semillas con arilo. (APWeb)
Las hojas usualmente grandes y pecioladas con una vena central y venas secundarias transversas (peni-paralela), y las inflorescencias coloridas y bracteadas si bien no enteramente únicas entre las monocotiledóneas sirven para identificar miembros del orden a campo.

## Descripción
Introducción teórica en Terminología descriptiva de las plantas
Son hierbas bastante grandes, a veces de tamaño monstruoso (como Musa, Ravenala o Strelitzia). Falta el tallo aéreo salvo el que da las flores.
Las hojas están bien diferenciadas en pecíolo y lámina, poseen vena media, venas laterales con forma de S y venación fina transversal. La venación es pinada (más específicamente peni-paralela), las láminas están muchas veces rotas entre las venas secundarias. La ubicación de las hojas inmaduras en la yema (ptyxis) es supervoluta (es decir, las dos mitades de la lámina están enrolladas en un tubo a lo largo del eje longitudinal, una mitad enrollada completamente dentro de la otra). El pecíolo posee canales de aire alargados.
Presentan raíces que surgen de la base del hipocótilo (en inglés, "collar roots", siendo la base del hipocótilo, de donde surgen las raíces, el "collar").
La inflorescencia se caracteriza por poseer brácteas grandes y persistentes.

Las flores son grandes y de simetría bilateral (pero en clados más especializados sin plano de simetría), el perianto todo del mismo color, con cáliz y corola. Poseen 5 estambres (el sexto, el miembro adaxial del verticilo interno, no está desarrollado), las anteras son largas. El polen es inaperturado (no posee aperturas), usualmente sin exina o con exina delgada y espinulosa (el polen no es resistente a la acetolisis). El ovario es ínfero, el tegumento externo del óvulo tiene más de 3 células de espesor, la micropila es biestomal (es decir, el canal al que se llama micropila está formada por los dos tegumentos del óvulo). Las células parietales poseen 1 (a veces 2) células de espesor. Presentan las células epidérmicas del nucelo elongadas a lo largo del radio ("nucellar pad"). El estilo es largo, el estigma es grande y húmedo.
El fruto es una cápsula, las semillas poseen arilo y perisperma, y son operculadas (es decir que poseen opérculo, el opérculo de la semilla es una porción de la cubierta seminal parecida a una tapita más o menos dura, que cae en la madurez de la semilla o durante la germnación), el opérculo es testal (es decir formado por la testa, que es el tegumento externo de la semilla). En la semilla presentan un "cuello" alrededor de la micropila (que se desarrolla desde el tegumento externo y forma una estructura anular en el perisperma que rodea al opérculo). La endotesta (parte interior de la testa, esa parte de la cubierta seminal que se desarrolla desde el tegumento externo) es esclerotizada y silicifiada. Las semillas presentan endosperma (tejido nutritivo diploide producto de la doble fecundación) nuclear (formado por células con núcleo), y perisperma (tejido nutritivo diploide formado a partir de la nucela) con almidón. El embrión es parecido a un tapón ("plug"). Como todas las monocotiledóneas poseen un único cotiledón que aquí no es fotosintético y tiene lígula.
Con respecto a la anatomía: poseen cámaras de aire en hojas y tallos, los haces vasculares del pecíolo se presentan en forma de arcos en la estela, los plástidos del tubo criboso también tienen granos de almidón, las ceras cuticulares se presentan en agregados tubulares, los vasos están más o menos limitados a las raíces, y el pecíolo (y la vena media) poseen canales de aire alargados. También poseen células de sílice en el haz de la vaina, aunque no es una apomorfía de este orden solamente.
Con respecto a la sistemática molecular, los análisis moleculares de ADN muestran que en este clado hay una deleción de 6 nucleótidos en el gen atpA. Una deleción de esa cantidad de nucleótidos es rara por lo que se hipotetiza que estaba en el ancestro común del clado y fue heredada por sus linajes supervivientes (es decir, es una apomorfía).
Las familias de este orden son bien conocidas por las modificaciones de su androceo, de forma que lo que parece ser el perianto son muchas veces estambres petaloideos, por lo que las flores suelen ser difíciles de interpretar y las piezas no siempre son lo que parecen ser.
Se puede ver una lista completa de caracteres del orden en la página del APWeb.

## Diversidad
La diversidad taxonómica de Zingiberales está presentada hasta género a nivel mundial en la flora de Kubitzki (ed. 1998). En cada región hay floras locales, en las regiones hispanoparlantes esperablemente en español, que describen las monocotiledóneas y si se encuentran en la región, las familias, géneros y especies de Zingiberales presentes en la región que la flora abarca, y pueden ser consultadas en instituciones dedicadas a la botánica con bibliotecas accesibles al público como universidades o jardines botánicos. Las floras pueden ser antiguas y no encontrarse en ellas las últimas especies descriptas en la región, por lo que una consulta a la última literatura taxonómica primaria (las últimas monografías taxonómicas, revisiones taxonómicas y los últimos inventarios (checklists) de las especies de cada familia y sus géneros en la región) o con un especialista local que esté al tanto de ellas puede ser necesaria. Los últimos volúmenes de las floras más modernas usualmente siguen una clasificación basada en el APG -pueden tener algunas diferencias-, pero muchas familias como pueden encontrarse en floras y volúmenes más antiguos sufrieron cambios importantes en los grupos que las componen o incluso en su concepto taxonómico por lo que una comparación con la circunscripción como aquí dada puede ser necesaria para sincronizarlas.
A continuación se repasará brevemente la diversidad de Zingiberales. Su función es tener una imagen de cada familia al leer las secciones de Ecología, Filogenia y Evolución.
| Las musáceas están distribuidas en África, pasando por los Himalayas hasta el sur de Asia, las Filipinas y el norte de Australia. Son hierbas de tamaño considerable, las vainas de las hojas endurecidas pueden formar un pseudotallo. Las hojas son de disposición espiralada con pecíolo corto, en ellas las venas secundarias están más o menos perpendiculares a la vena media. Las brácteas de la inflorescencia son usualmente caducas y la inflorescencia es un fascículo o una flor sin bráctea. Las flores tienen simetría bilateral, con 5 tépalos connados en la parte abaxial, y un único tépalo libre en la parte adaxial, profundamente cóncavo. Las inusuales flores son polinizadas por murciélagos o pájaros. El fruto es una baya (la banana). A pesar de su distribución restringida, las especies explotadas comercialmente para cultivar bananas fueron llevadas a todo el mundo, y se naturalizaron en Centroamérica. El número de estambres de las musáceas es 6, el mayor número entre los Zingiberales, y es la razón por la que suelen ser vistas como una familia primitiva. |

| Las heliconiáceas, con su único género Heliconia, son hierbas grandes distribuidas mayormente en América tropical, pero también presentes en Célebes a islas del Pacífico. En su aspecto son similares a Musaceae, pero con las hojas dísticas, y como Musaceae, poseen grandes brácteas por debajo de fascículos de flores tepaloideas, pero en Heliconiaceae las brácteas persisten y son fuertemente coloreadas. Además los pedicelos de las flores son elongados y las flores poseen un único pyreno (el endocarpio más la semilla que envuelve, en las drupas es endurecido, en inglés "hard stone") por lóculo, el fruto es una drupa. Las flores de las heliconiáceas tienen 5 estambres. |

| Las hierbas de esta familia se pueden reconocer por sus hojas de disposición dística y largo pecíolo, y sus inflorescencias rodeadas de una bráctea grande, verde, resistente, de forma de bote. Las flores también son distintivas, con los pétalos laterales abaxiales son más o menos connados. El fruto es una cápsula leñosa. Las semillas poseen arilos "fimbriados" (con elongaciones como pelos) de colores brillantes. En el árbol del viajero puede ocurrir, al igual que en los bananos, que las vainas de las hojas endurecidas formen un pseudotallo. Los géneros de esta familia se distribuyen en la zona tropical de Sudamérica (el platanillo), en el sur de África (el ave del paraíso), y en Madagascar (el árbol del viajero). Son plantados en todo el mundo como ornamentales. |

| Esta familia posee un único género, Orchidantha (el nombre de la familia no proviene del nombre del género, es una excepción), natural del sur de China y Borneo. Orchidantha significa "flor-orquídea", debido a su parecido con estas últimas: las flores poseen el pétalo medio desarrollada en un labelo abaxial bien desarrollado, y los dos pétalos laterales son pequeños. El sépalo medio es adaxial. Las hojas poseen venas longitudinales ascendentes y en apariencia bastante distantes, siendo algunas de ellas mucho más prominentes que las otras; y venas transversales muy desarrolladas que se observan con más facilidad en la cara abaxial de la hoja. |

| Las zingiberáceas son hierbas aromáticas picantes con aceites esenciales, las hojas se disponen de forma dística y se encuentran a lo largo de todo el tallo, las flores poseen simetría marcadamente bilateral y poseen cáliz, corola, un solo estambre aferrado al estilo, y usualmente varios estaminodios. Varias especias pertenecen a la familia de las zingiberáceas, como el jengibre, la cúrcuma y el cardamomo, y también plantas de valor ornamental como la flor mariposa, que es la flor nacional de Cuba. Son plantas tropicales, con la mayor diversidad en el sudeste asiático. |

| Las achiras (género Canna, único de la familia de las canáceas) son originarias de las regiones tropicales y subtropicales de América. La flor posee cáliz, corola, 1 solo estambre con 1 antera unilocular (es decir es una media antera), y lo que parecen ser pétalos son en realidad 3 o 4 estaminodios petaloideos. El estambre también es petaloideo y parecido a los estaminodios, y el estilo es aplanado y colorido. Las canáceas son conocidas tanto como ornamentales como por su valor alimenticio. Canna indica es la más diversa, la de distribución más amplia, y la más conocida. |

| Las marantáceas son muchas veces hierbas robustas que pueden ser reconocidas por sus hojas con pecíolo y pulvino y sus flores de a pares, muchas veces solo de tamaño moderado, y asimétricas. Se encuentran en los trópicos principalmente de América (pero no se encuentran en Australia). |

| Las costáceas pueden ser reconocidas por sus hojas: poseen lígula y una vaina cerrada, y están dispuestas en forma espiralada, formando una sola espiral en el tallo. Sus inflorescencias son densas espigas capitadas (formando una especie de cabeza), con grandes brácteas, y sus flores son de simetría bilateral ("monosimétricas") con un labelo grande y un único estambre, y el estilo se encuentra entre las dos mitades de la gran única antera. Se encuentran en todos los trópicos, especialmente de América y de Papuasia-Australia. |

## Ecología

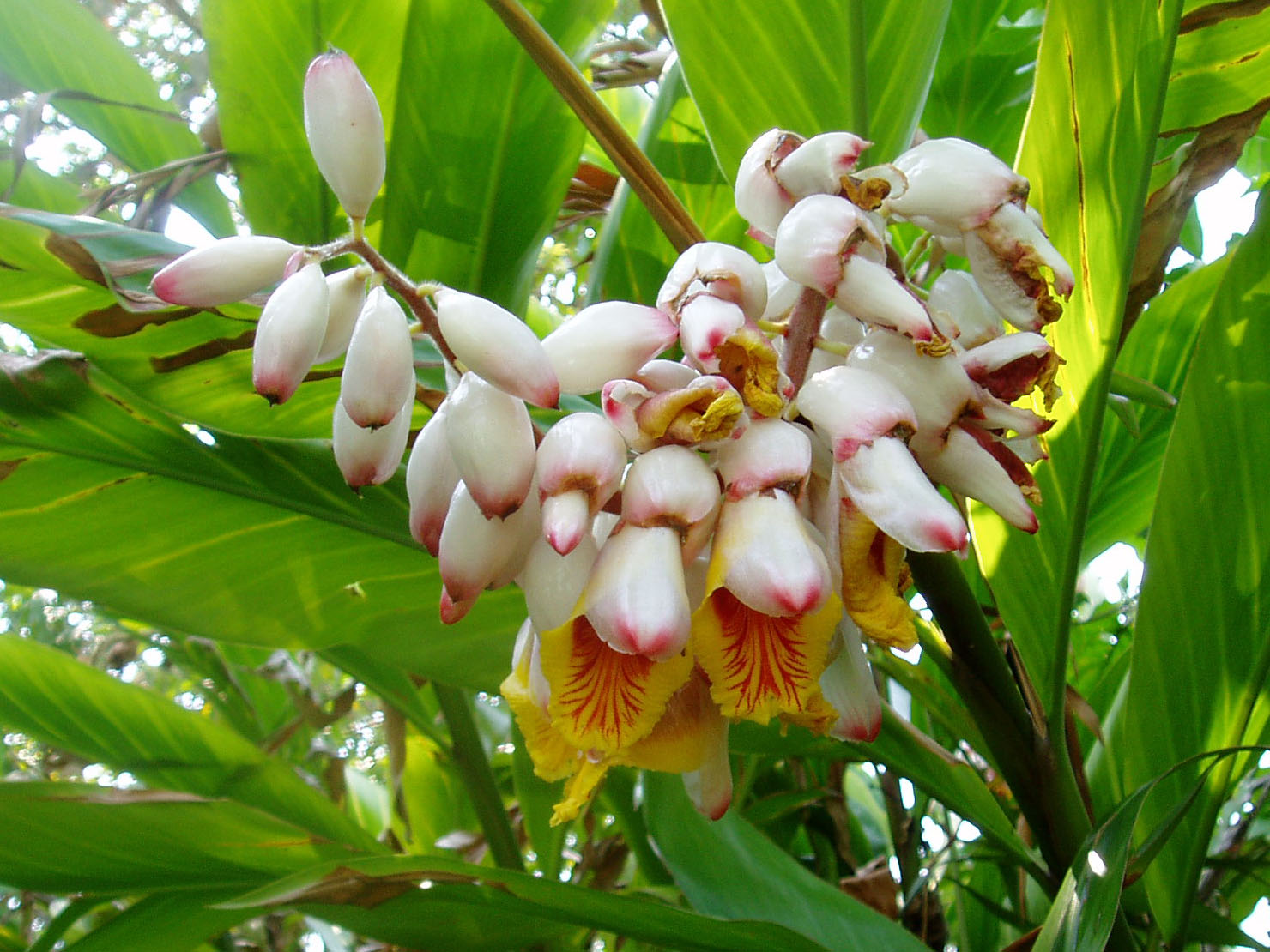
Flores de Alpinia zerumbet

Kress y Specht 2005: "Probablemente las Zingiberales ancestrales estuvieron distribuidas en tierras de la Gondwana tropical que abarcaban las actuales América, África, y sudeste de Asia con dispersiones subsecuentes entre África y América; la distribución actual de Zingiberales parece ser producto de numerosos eventos de dispersión secundarios y terciarios entre las grandes regiones tropicales del mundo. La diversificación filogenética y la dispersión biogeográfica de Zingiberales fue en parte llevada a cabo por la radiación evolutiva y la diversificación de sus polinizadores animales asociados, que incluyen murciélagos, pájaros, mamíferos no voladores, e insectos. Seis de las 8 familias de Zingiberales contienen taxones especializados para la polinización por vertebrados, lo cual parece ser el estado plesiomórfico del orden. De estas 6 familias, dos son exclusivamente polinizadas por animales (Strelitziaceae, Heliconiaceae). La polinización por insectos también ocurre en seis familias con una (Marantaceae) o posiblemente dos (Lowiaceae) predominantemente especializadas para la polinización por insectos. (Kress y Specht 2005)
"Diversidad taxonómica y distribución geográfica. El grupo parafilético de las familias bananoides exhibe una diversidad taxonómica considerablemente más baja que las familias jengibroides (el núcleo de Zingiberales). Musaceae incluye 3 géneros con 42 especies actualmente distribuidas en Asia tropical y África (Liu et al. 2002b), si bien la evidencia fósil indica que los miembros de esta familia se encontraban en Norteamérica y posiblemente Europa en el Terciario (Manchester & Kress 1993). Los 3 géneros alopátricos de Strelitziaceae se distribuyen en Madagascar (Ravenala: una especie), el sur de África (Strelitzia: 3 especies) y la Cuenca del Amazonas (Phenakospermum: una especie), mientras que su familia hermana Lowiaceae con su único género Orchidantha (15 especies) está restringido al Sudeste de Asia. La familia más grande del grupo bananoide, Heliconiaceae, está formada por un único género Heliconia con unas 200 especies encontradas primariamente en los neotrópicos, pero con seis especies en la región del Pacífico desde Samoa a Sulawesi (Kress 1990b; Berry & Kress 1991; Kress et al. 1999). (Kress y Specht 2005)
"Tres de las familias jengibroides (Zingiberaceae, Costaceae, y Marantaceae) tienen miembros encontrados en regiones tropicales lrededor del mundo. La cuarta familia, Cannaceae, comprende 11 especies dentro del único género Canna, es nativa de los trópicos del Nuevo Mundo si bien una especie, Canna indica, es comúnmente cultivada en la mayoría de las áreas tropicales. Las dos familias más grandes del orden son Zingiberaceae con unos 53 géneros y unas 1000 especies y Marantaceae que contiene unos 30 géneros y unas 500 especies. Actualmente 4 géneros y unas 150 especies son reconocidas en Costaceae (excepto en Cannaceae, los cambios en los conceptos taxonómicos en la categoría de género podría cambiar radicalmente el número de taxones reconocidos en las familias jengibroides). (Kress y Specht 2005)
"Diversidad de hábitat. Las Zingiberales se encuentran predominantemente en los trópicos húmedos (wet tropics) de Asia, África y América con unos pocos taxones (especies de Roscoea, Cautleya, Alpinia, Canna, y Thalia) alcanzando los subtrópicos y aun regiones templadas. Sería difícil encontrar una tierra baja húmeda tropical o bosque de elevación media en el que al menos muchos miembros del orden no sean componentes prominentes de la flora de debajo del dosel. Mientras que Heliconiaceae, Marantaceae, y Costaceae predominan en los neotrópicos, Zingiberaceae es más prevalente en los hábitats de debajo del dosel del Sudeste asiático. En estas regiones, Zingiberales son principalmente pequeñas a medianas hierbas, en algunos casos adquieren un hábito trepador similar al de las guiadoras (vine-like). Unas pocas especies de las zingiberáceas herbáceas (p.ej., Alpinia boia) y Heliconia (p.ej., H. titanium, H. gigantia) pueden alcanzar alturas de sus tallos que sobrepasan los 10 metros, pero sólo Ravenala madagascariensis (Strelitziaceae), una endémica de la isla de Madagascar, puede ser considerada un componente del dosel. Comúnmente referida como el árbol del viajero de Madagascar (Madagascar traveler's palm), Ravenala tiene troncos gruesos similares a los de las palmeras (palm-like) que empujan el abanico de la corona de hojas adentrándolo en las capas más altas del dosel. En adición a los hábitats bajo el dosel de bosques primarios, otros Zingiberales prefieren áreas más soleadas y ocupan o bien claros en los bosques, o márgenes de bosques y parches de sucesión secundaria abierta? (open secondary growth) a lo largo de ríos y corrientes de agua. Algunos miembros de Zingiberaceae, especialmente en la subfamilia Zingiberoideae, están adaptados a los climas monzónicos del Sudeste de Asia (Kress et al. 2002; Wood et al. 2000). Estas plantas han evolucionado la capacidad de entrar en dormición durante la estación seca cuando casi no cae lluvia por un período de 4 a 6 meses. En este lapso todas las partes sobre el nivel del suelo se desprenden y las plantas "hibernan" ("overwinter") como rizomas gruesos, carnosos que en algunas especies poseen raíces o tubérculos cargados de almidón. Justo antes o al menor signo de la estación húmeda, los individuos rompen la dormancia usualmente con tallos reproductivos y completan su ciclo durante los intensos meses de lluvias antes de que comience el próximo período seco. Algunos taxones en Marantaceae, Costaceae y Musaceae también han desarrollado esta capacidad de dormancia y se encuentran en los mismos hábitats junto con Zingiberaceae. Si bien estas plantas pueden soportar períodos significativos de condiciones extremadamente secas, no se encuentran Zingiberales distribuidos naturalmente en hábitats verdaderamente desérticos. En contraste con los Zingiberales que soportan un período extendido seco, muchas especies son consideradas como verdaderas acuáticas. Algunas Zingiberaceae (p.ej. Alpinia aquatica),
Marantaceae (Schumannianthus, Thalia spp.), Heliconiaceae (Heliconia marginata), y Cannaceae (Canna glauca y C. flaccida) se encuentran siempre creciendo a lo largo de márgenes de ríos, cuerpos de agua estancada clara (ponds), y áreas pantanosas (swampy areas) con sus rizomas enraizados bajo el agua por un significativo período del año. (Kress y Specht 2005)
"Diversificación de la biología floral y los sistemas de polinización. La amplia variación en la organización estructural básica de la flor en las 8 familias de Zingiberales (Fig. 5) indica que una diversidad significativa puede existir en la biología floral y los sistemas de polinización. La transformación evolutiva de los 5 o 6 estambres fértiles, productores de polen, de las familias bananoides a los diversos órganos petaloideos en las familias jengibroides proveen el potencial morfológico para la evolución de varios tipos de mecanismos de polinización. Las investigaciones hasta la fecha han probado que esta sugerencia es verdadera. La variedad de mecanismos de polinización es cortamente resumida aquí. Vertebrados. Todos los grandes grupos de polinizadores vertebrados han mostrado ser importantes visitantes de varios taxones de Zingiberales. Murciélagos consumidores de néctar tanto megaquirópteros como microquirópteros polinizan flores de especies de muchas familias del orden, especialmente las bananoides. En Asia algunos de los registros más antiguos de murciélagos polinizando Zingiberales documentaron la relación entre los murciélagos de la fruta consumidores de néctar (nectar feeding fruit bats) y el género Musa y posiblemente Ensete (van der Pijl 1936, Nur 1976, Itino et al. 1991). La polinización de especies del sur del Pacífico del género Heliconia por otros murciélagos megaquirópteros también ha sido mostrada (Kress 1985a). En el Neotrópico, el monotípico amazónico Phenakospermum de las strelitziáceas es dependiente de murciélagos microquirópteros de la familia Phyllostomidae para una polinización exitosa (Fig. 6, Kress y Stone 1993). Si bien las observaciones a campo tangibles todavía faltan, los caracteres florales como el tamaño y forma del perianto, el olor, y la fenología también sugieren que algunos miembros de Zingiberaceae (p.ej. especies de Alpinia en las islas del Pacífico) y Cannaceae (p.ej. Canna liliiflora de Bolivia y Perú) pueden ser primariamente polinizadas por murciélagos (Kress no publicado). La polinización por mamíferos no voladores ha sido demostrada para algunos miembros de Musaceae y Strelitziaceae. En Madagascar, el endémico Ravenala madagascariensis es polinizado por lémures, especialmente el Black and White Ruffed Lemur (Varecia variagata), el cual extrae grandes cantidades de néctar de las flores explosivas y al hacerlo transfiere polen entre las anteras y el estigma (Fig. 6, Kress et al. 1994). En adición se ha documentado que los tree shrews (especies de Tupaia) muchas veces visitan las flores de las especies silvestres de Ensete y Musa en Asia (Nur 1976, Itino et al. 1991) si bien su efectividad como polinizadores no ha sido adecuadamente documentada. Los caracteres florales y las observaciones preliminares sugieren que los tree shrews también visitan las flores de al menos una especie del género Orchidantha (O. fimbriata; Lowiaceae) en los bosques húmedos de bajas altitudes de Malasia (Kress no publicado), pero como en Musaceae, los datos tangibles sobre la polinización están ausentes. Estas flores no tienen nectarios, pero atraen a los visitantes florales por el pétalo medio, especializado, llamado labelo, que está expandido en una estructura carnosa que produce una sustancia dulce, azucarada y funciona de atractante y recompensa para estos mamíferos no voladores, crepusculares (ver más abajo las observaciones de la polinización por insectos en Lowiaceae). Las aves son el grupo más diverso de polinizadores vertebrados para los miembros de al menos 7 de las 8 familias de Zingiberales. Sunbirds (Nectarinidae) polinizan las flores de especies de Strelitzia en Sudáfrica (Frost y Frost 1981) y muchas especies del género Musa en Asia que tienen inflorescencias erectas, brillantemente coloridas (Itino et al. 1991, Kato 1996, Liu et al. 2002b). En Borneo la polinización por sunbird y spiderhunter ha sido informada para un número de géneros de debajo del estrato arbóreo de bosques húmedos de Zingiberaceae, incluyendo Amomum, Etlingera, Hornstedtia, y Plagiostachys (Classen 1987, Kato et al. 1993, Kato 1996, Sakai et al. 1999) y posiblemente Siamanthus como sugerido por Larsen y Mood (1998). El wattled honeyeater de Samoa y Fiji (Melaphagidae: Fulihao carunculata) son los polinizadores primarios de las dos especies nativas de Heliconia en estas Islas del Pacífico (Pedersen y Kress 1999). Los honeyeaters se ha documentado que son polinizadores del género Hornstedtia en Australia tropical (Ippolito y Armstrong 1993) y puede jugar un rol en la polinización del género pobremente conocido Tapeinochilos en Costaceae (Gideon 1996). Los colibríes (hummingbirds, Trochilidae) han evolucionado las relaciones filogenéticas más intrincadas como polinizadores en muchas familias de Zingiberales, primariamente Heliconiaceae, Costaceae, Zingiberaceae, y Cannaceae. En el género Heliconia amplia documentación ha sido provista sobre la ecología y evolución de características de colibríes y plantas que los vinculan en una relación altamente coevolutiva (p.ej. Stiles 1975; Linhart 1973; Kress 1985b; Feinsinger 1983; Kress & Beach 1994; Temeles et al. 2000; Temeles & Kress 2003). El largo y la curvatura de la flor, la posición de las anteras, los patrones fenológicos, y la cantidad de néctar y composición todos están asociados cercanamente con el tamaño y forma del pico (bill) así como con los requerimientos energéticos del polinizador. De todos los sistemas de polinización en Zingiberales, la relación entre heliconias y sus visitantes florales colibríes es la más concienzudamente estudiada y representa un ejemplo muy citado de coevolución y adaptación. Más trabajo de campo se necesita para investigar el rol que los colibríes juegan como polinizadores de los miembros neotropicales de Zingiberaceae (p.ej., Renealmia; Stiles 1975; Maas 1977; Kress & Beach 1994), Costaceae (Stiles 1975; Maas 1977; Sytsma & Pippen 1985; Kress & Beach 1994), Cannaceae (Kress & Beach 1994), e incluso unas pocas Marantaceae (Kennedy 2000). Insectos. Muchos grupos diferentes de insectos juegan roles importantes como vectores de polen en seis de las 8 familias de Zingiberales; Strelitziaceae y Heliconiaceae son exclusivamente polinizadas por vertebrados. Solo recientemente los escarabajos han conclusivamente demostrado polinizar las flores del género Orchidantha en Lowiaceae. Estas flores no tienen nectarios y engañan a sus polinizadores produciendo un olor fétido, como a excremento y por lo tanto atrae a los escarabajos de los excrementos a las flores (Fig. 6; Sakai & Inoue 1999). Se ha sugerido que en otras especies del género el labelo blanco imita a un hongo que también engaña a escarabajos especializados, que normalmente oviponen en hongos, para que visiten las flores (Pedersen 2003). Otra especie, O. chinensis, también produce olores fétidos, pero estas flores atraen pequeñas moscas de los excrementos, antes que escarabajos, las que se aparean en las flores y parecen facilitar la polinización en el proceso (Kress no publicados). La polinización por moscas no ha sido informada en otros Zingiberales. Las visitas florales de lepidópteros (mariposas y polillas) no han sido adecuadamente documentadas en este orden de plantas. En algunos géneros en Zingiberaceae, como Hedychium, Hitchenia, y Curcuma, las flores poseen tubos florales largos, se abren en los atardeceres, y pueden producir una fragancia fuerte, dulce, todas estas características sugieren polinización por long-tongued hawkmoths (Mood y Larsen 2001, Kress no publicado). Schumann (1904) citando estudios anteriores sugiere que tanto hawkmoths como mariposas polinizan varias especies de Hedychium, pero estas observaciones se sospecha que fueron hechas en plantas naturalizadas fuera de su distribución nativa. En Costaceae, las mariposas del género Eurybia han sido observadas visitando las flores de al menos una especie sudamericana, Costus scaber (Specht y Hanner pers. comm.). Más investigaciones de polinización por lepidópteros son por lo tanto requeridas en Zingiberaceae, Costaceae, y quizás algunas Marantaceae (p.ej. Comisia, Kennedy 2000). Las abejas son por lejos el insecto más común de los polinizadores en la categoría de especie en Zingiberales y probablemente son responsables por la polinización de la mayoría de los géneros del orden. La polinización por abejas está solo presente en un género de las familias bananoides, Musella en Musaceae donde es claramente secundariamente derivada de ancestros polinizados por vertebrados (Liu et al. 2002a). La polinización por un número de familias de abejas se encuentra en las 4 familias jengibroides y probablemente ocurre pantropicalmente, si bien es sorprendentemente pobremente documentada, especialmente en África. Documentos tempranos proveyeron evidencia de la polinización por abejas en Roscoea (Lynch 1882) y  Costus, Canna y Heliconia (Heide 1927) si bien las últimas observaciones fueron hechas en plantas no nativas, cultivadas en jardines. En el Sudeste de Asia, la polinización por ambas abejas small halictid and medium-sized anthophorid (Amegilla) ha sido demostrada (Kato et al. 193, Kato 1996, Sakai et al. 1999) en un número de géneros de Zingiberaceae (Alpinia, Amomum, Boesenbergia, Elettaria, Elettariopsis, Globba, Plagiostachys, Zingiber), Costaceae (Costus), y Marantaceae (Phacelophrynium, Stachyphrynium). En el Neotrópico la polinización por abejas es especialmente común en especies de Costus (Costaceae; Schemske 1981; Sytsma & Pippen 1985), Renealmia (Zingiberaceae; Maas 1977; Kress y Beach 1994) y al menos unas pocas especies de Canna (Cannaceae; Kress y Beach 1994). Miembros de Marantaceae poseen flores muy especializadas y altamente complejas con una presentación del polen secundaria y explosiva, y son polinizados primariamente por abejas euglossinas en los trópicos de América (Fig. 6) con Amegilla y las abejas halíctidas predominando en los trópicos del Viejo Mundo (Kennedy 1978, 2000). Dos estaminodios, que son petaloideos en las flores de las otras tres familias jengibroides, han evolucionado en un mecanismo de tipo revólver (trigger-like) en las flores de Marantaceae que permiten que solo un único efectivo polinizador visite la flor y puede promover la polinización cruzada en estas plantas (Kennedy 1978). Uno de los mecanismos florales más inusuales encontrado en Zingiberales ha evolucionado en especies de Alpinia y Amomum (Zingiberaceae) polinizadas por abejas grandes (p.ej. Xylocopa, fig. 6). Las especies que exhiben este mecanismo, llamado flexistyly (Li et al. 2001, 2002) tienen dos fenotipos florales específicos en una población: los individuos cataflexistyle poseen flores con estigmas que se mantienen erectos en la antesis y se vuelven hacia abajo al final de la mañana después de que la dehiscencia de la antera se completa, mientras que los estigmas de los individuos anaflexistyle que se vuelven hacia abajo y receptivos durante la apertura floral se vuelven reflejados hacia atrás (backwards) fuera del camino de las anteras dehiscentes de la misma flor al finalizar la mañana. Este mecanismo promueve el movimiento del polen entre individuos de los dos tipos florales en la población y aparentemente evolucionaron para asegurar la polinización cruzada. La gran diversidad floral en la familia Zingiberaceae sugiere que muchos sistemas de apareamiento interesantes y fenómenos florales, como la flexistyly, todavía tienen que ser descubiertos en esas plantas. (Kress y Specht 2005)
APWeb: 
Zingiberales son hierbas gigantes con flores de simetría bilateral bastante complejas, y están principalmente restringidas a los trópicos. Givnish et al. (2005, 2006) notan que la adquisición de la venación reticulada, los propágulos dispersados por animales y la tolerancia a los hábitats sombreados están vinculados en este grupo. 
McKenna y Farrell (2005, 2006) discuten la diversificación de los escarabajos crisomélidos Cephaloleia en Zingiberales (también están presentes en otras comelínidas, y en Cyclanthaceae: véase también Staines 2004). Tanto la alimentación sobre los Zingiberales como la especialización de las larvas y particularmente adultos en las hojas jóvenes y enrolladas pueden haber aparecido una única vez, la asociación entre los escarabajos y Zingiberales puede datar del Cretácico muy tardío (Wilf et al. 2000, McKenna y Farrell 2006). 
Las abejas euglosinas son polinizadores importantes de los Zingiberales neotropicales (Zucchi et al. 1969, Williams 1982).

## Filogenia
Introducción teórica en Filogenia
La monofilia de este orden es sostenida por morfología (Dahlgren y Rasmussen 1983, Kress 1990, 1995, Stevenson y Loconte 1995, Stevenson et al. 2000, Tomlinson 1962), por análisis moleculares de ADN hechos sobre un solo gen (Chase et al. 1993,  1995b,  Smith et al. 1993, Källersjö et al. 1998, Soltis et al. 1997, Davis et al. 2004, Duvall et al. 1993), y sobre varios genes (Chase et al. 2000, Soltis et al. 2000).
Zingiberales es hermano de Commelinales, ver una discusión del clado Zingiberales+Commelinales en Commelinidae.
Una filogenia de las principales familias de Zingiberales sería así (Judd et al. 2007, modificado de Kress 1990, 1995, Kress et al. 2001, cet al. 2000, 2005, Chase et al. 2000):
|  | Zingiberaceae |
|  |               |
|  | Costaceae     |
|  |               |

|  | Cannaceae   |
|  |             |
|  | Marantaceae |
|  |             |

|  | Zingiberaceae |
|  |               |
|  | Costaceae     |
|  |               |

|  | Cannaceae   |
|  |             |
|  | Marantaceae |
|  |             |

|  | Zingiberaceae |
|  |               |
|  | Costaceae     |
|  |               |

|  | Cannaceae   |
|  |             |
|  | Marantaceae |
|  |             |

|  | Zingiberaceae |
|  |               |
|  | Costaceae     |
|  |               |

|  | Cannaceae   |
|  |             |
|  | Marantaceae |
|  |             |

|  | Zingiberaceae |
|  |               |
|  | Costaceae     |
|  |               |

|  | Cannaceae   |
|  |             |
|  | Marantaceae |
|  |             |

|  | Zingiberaceae |
|  |               |
|  | Costaceae     |
|  |               |

|  | Cannaceae   |
|  |             |
|  | Marantaceae |
|  |             |

|  | Zingiberaceae |
|  |               |
|  | Costaceae     |
|  |               |

|  | Cannaceae   |
|  |             |
|  | Marantaceae |
|  |             |

|  | Zingiberaceae |
|  |               |
|  | Costaceae     |
|  |               |

|  | Cannaceae   |
|  |             |
|  | Marantaceae |
|  |             |

|  | Zingiberaceae |
|  |               |
|  | Costaceae     |
|  |               |

|  | Cannaceae   |
|  |             |
|  | Marantaceae |
|  |             |

|  | Zingiberaceae |
|  |               |
|  | Costaceae     |
|  |               |

|  | Cannaceae   |
|  |             |
|  | Marantaceae |
|  |             |

|  | Zingiberaceae |
|  |               |
|  | Costaceae     |
|  |               |

|  | Cannaceae   |
|  |             |
|  | Marantaceae |
|  |             |

|  | Zingiberaceae |
|  |               |
|  | Costaceae     |
|  |               |

|  | Cannaceae   |
|  |             |
|  | Marantaceae |
|  |             |

|  | Zingiberaceae |
|  |               |
|  | Costaceae     |
|  |               |

|  | Cannaceae   |
|  |             |
|  | Marantaceae |
|  |             |

|  | Zingiberaceae |
|  |               |
|  | Costaceae     |
|  |               |

|  | Cannaceae   |
|  |             |
|  | Marantaceae |
|  |             |

|  | Zingiberaceae |
|  |               |
|  | Costaceae     |
|  |               |

|  | Cannaceae   |
|  |             |
|  | Marantaceae |
|  |             |

|  | Zingiberaceae |
|  |               |
|  | Costaceae     |
|  |               |

|  | Cannaceae   |
|  |             |
|  | Marantaceae |
|  |             |

Stevens en el APWeb es más conservador e incluye a Lowiaceae en su cladograma (enero de 2011):
|  | Strelitziaceae |
|  |                |
|  | Lowiaceae      |
|  |                |

|  | Zingiberaceae |
|  |               |
|  | Costaceae     |
|  |               |

|  | Cannaceae   |
|  |             |
|  | Marantaceae |
|  |             |

|  | Zingiberaceae |
|  |               |
|  | Costaceae     |
|  |               |

|  | Cannaceae   |
|  |             |
|  | Marantaceae |
|  |             |

|  | Zingiberaceae |
|  |               |
|  | Costaceae     |
|  |               |

|  | Cannaceae   |
|  |             |
|  | Marantaceae |
|  |             |

|  | Zingiberaceae |
|  |               |
|  | Costaceae     |
|  |               |

|  | Cannaceae   |
|  |             |
|  | Marantaceae |
|  |             |

|  | Strelitziaceae |
|  |                |
|  | Lowiaceae      |
|  |                |

|  | Zingiberaceae |
|  |               |
|  | Costaceae     |
|  |               |

|  | Cannaceae   |
|  |             |
|  | Marantaceae |
|  |             |

|  | Zingiberaceae |
|  |               |
|  | Costaceae     |
|  |               |

|  | Cannaceae   |
|  |             |
|  | Marantaceae |
|  |             |

|  | Zingiberaceae |
|  |               |
|  | Costaceae     |
|  |               |

|  | Cannaceae   |
|  |             |
|  | Marantaceae |
|  |             |

|  | Zingiberaceae |
|  |               |
|  | Costaceae     |
|  |               |

|  | Cannaceae   |
|  |             |
|  | Marantaceae |
|  |             |

Las relaciones filogenéticas dentro del orden fueron objeto de muchos estudios, pero todavía la mayoría de ellas no está clara. Han hecho análisis:
1. Kress 1990;[30]
2. Kress 1995;[31]
3. Kress et al. 2001:[32] el árbol mostrado por Stevens en el APWeb está basado en este estudio de 2 genes más morfología con un análisis de aproximaciones sucesivas "successive approximations". Musaceae aparece como el hermano de todo el resto pero el apoyo es débil.
4. Wikström et al. 2001[33] con tres genes, encontró el árbol Musaceae Heliconiacaeae Lowiaceae + Strelitziaceae el resto;
5. Andersson y Chase 2001:[34] Costaceae y Zingiberaceae no son obvios hermanos;
6. Janssen y Bremer (2004[35])
7. Givnish et al. (2006:[36] un solo gen). Débil apoyo para el árbol Lowiaceae + Strelitziaceae, Heliconiaceae, Musaceae
8. Johansen (2005[37]): 6 regiones de ADN, encontró que Lowiaceae y Strelitziaceae son sucesivos hermanos del resto de las Zingiberales, lo cual haría la reconstrucción de la evolución de los caracteres de las flores ambigua; pero el apoyo no fue fuerte y el muestreo fuera de Orchidanthera, el foco del trabajo, fue pobre.

Heliconiaceae, (Strelitziaceae+Lowiaceae) y Musaceae quizás constituyen un complejo parafilético, y las relaciones entre estas familias aún no está clara. Heliconiaceae se hipotetiza que es el clado hermano del núcleo, como lo sostienen posibles sinapomorfías como un estambre medio externo estéril, pétalos connados, y detalles de la anatomía de la raíz.
Strelitziaceae puede ser hermano de las familias ya mencionadas, todas poseen hojas dísticas. 
Musaceae, la familia del banano, probablemente representa el clado hermano de un clado que contiene a todo el resto de las familias del orden, esta familia ha retenido la condición plesiomórfica (ancestral) de hojas de disposición espiralada.
Dentro del núcleo de las Zingiberales, las relaciones filogenéticas están muy bien comprendidas debido a cuidadosos estudios morfológicos y de ADN cloroplastídico (Dahlgren y Rasmussen 1983, Kress 1990, 1995, Kress et al. 2001, Tomlinson 1962, 1969a). Cannaceae, Marantaceae, Zingiberaceae, y Costaceae forman un clado basado en la reducción del androceo a un solo estambre funcional, la presencia de estaminodios vistosos, las semillas con más perisperma que endosperma, la falta de cristales de rafidio en los tejidos vegetativos, y las hojas que no se rompen fácilmente.
Dentro del núcleo, Marantaceae y Cannaceae se hipotetiza que son clados hermanos, como se evidencia por sus flores que no poseen plano de simetría, y su androceo con solo la mitad de un estambre fértil, la otra mitad de este estambre siendo expandida y estaminodial.
Zingiberaceae y Costaceae constituyen un clado que está sostenido por la inusual característica de poseer un solo estambre funcional más o menos aferrado al estilo, una lígula en el ápice de la vaina, los sépalos connados, los estaminodios fusionados, y la reducción de dos de los tres estigmas.
Hay que tener en cuenta que las relaciones [[Costaceae + Zingiberaceae] [Marantaceae + Cannaceae]] no son recuperadas en algunos de los análisis (por ejemplo Davis et al. 2004, pero en general los valores son muy bajos en ese trabajo; Soltis et al. 2007)

## Taxonomía
Introducción teórica en Taxonomía
El orden fue reconocido por el APG III (2009), el Linear APG III (2009) le asignó los números de familia 82 a 89. El orden ya había sido reconocido por el APG II (2003).
El orden posee en total 8 familias, con unas 1980 especies. Las familias con más representantes son Cannaceae, Marantaceae y Zingiberaceae. 
Según el APG III, sin cambios desde el APG II (2003), las familias son (números de familia asignados según Lineal APG III 2009): 
- Strelitziaceae (familia n.º 82) familia del ave del paraíso y el árbol del viajero
- Lowiaceae (familia n.º 83)
- Heliconiaceae (familia n.º 84)
- Musaceae (familia n.º 85) familia del banano
- Cannaceae (familia n.º 86) familia de la achira
- Marantaceae (familia n.º 87)
- Costaceae (familia n.º 88)
- Zingiberaceae (familia n.º 89) familia del jengibre y la flor mariposa.

Algunos autores (como Soltis et al. 2005) sostienen que las familias más pequeñas todavía se reconocen solo por razones históricas, y deberían ser integradas a sus familias más emparentadas.

## Evolución
El grupo troncal Zingiberales data de unos 114 millones de años, la divergencia dentro del grupo de cerca de 88 millones de años (Janssen y Bremer 2004), según Bremer (2000) las fechas son de 84 y 62 millones de años, y según Wikström et al. (2001) son de 81-73 y 62-38 millones de años. Sin embargo, Kress y Specht (2005) encuentran la fecha del grupo troncal en unos 158 millones de años hasta el presente (127-121 millones de años en Kress y Specht 2006), la divergencia del grupo corona habría empezado hace 95 millones de años (144-106 según Kress y Specht 2006). 
Todas las familias salvo Cannaceae y Marantaceae habrían divergido hace unos 60 millones de años (todas hace 86-74 millones de años según Kress y Specht 2006). Janssen y Bremer (2004) encontraron las fechas de divergencia dentro de Zingiberales muy amplias (las estimadas con la optimización DELTRAN fueron notablemente más jóvenes que las estimadas de las otras dos formas). 
El fósil conocido es Spirematospermum, sin ubicar en familia, del Cretácico tardío.